# Bischofskirche von Priene

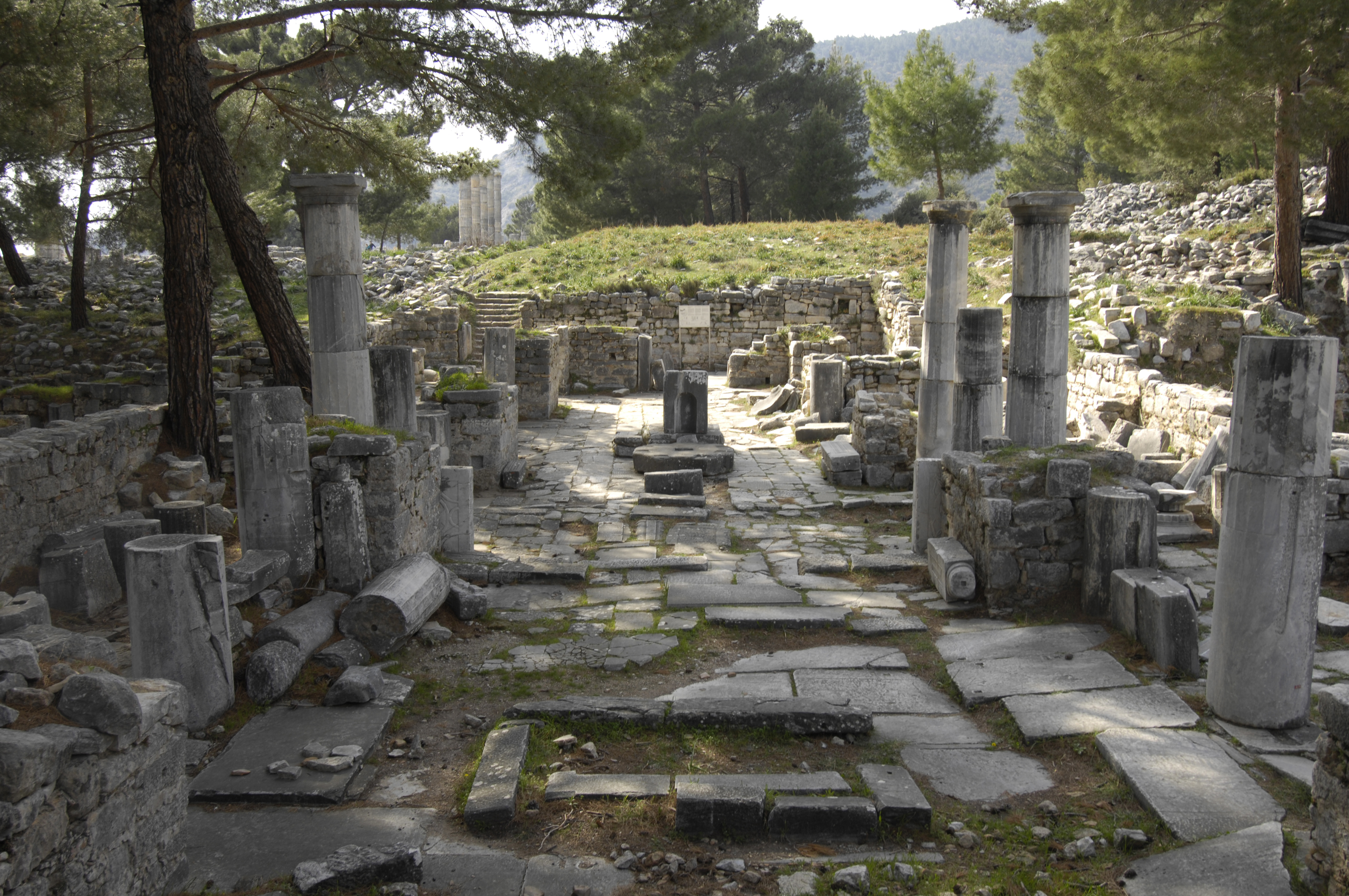
Das Innere der Kirche nach Westen

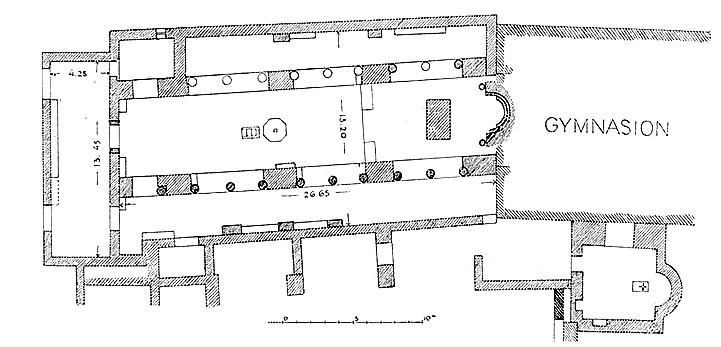
Grundriss der Kirche im Ausgrabungsbericht von 1904

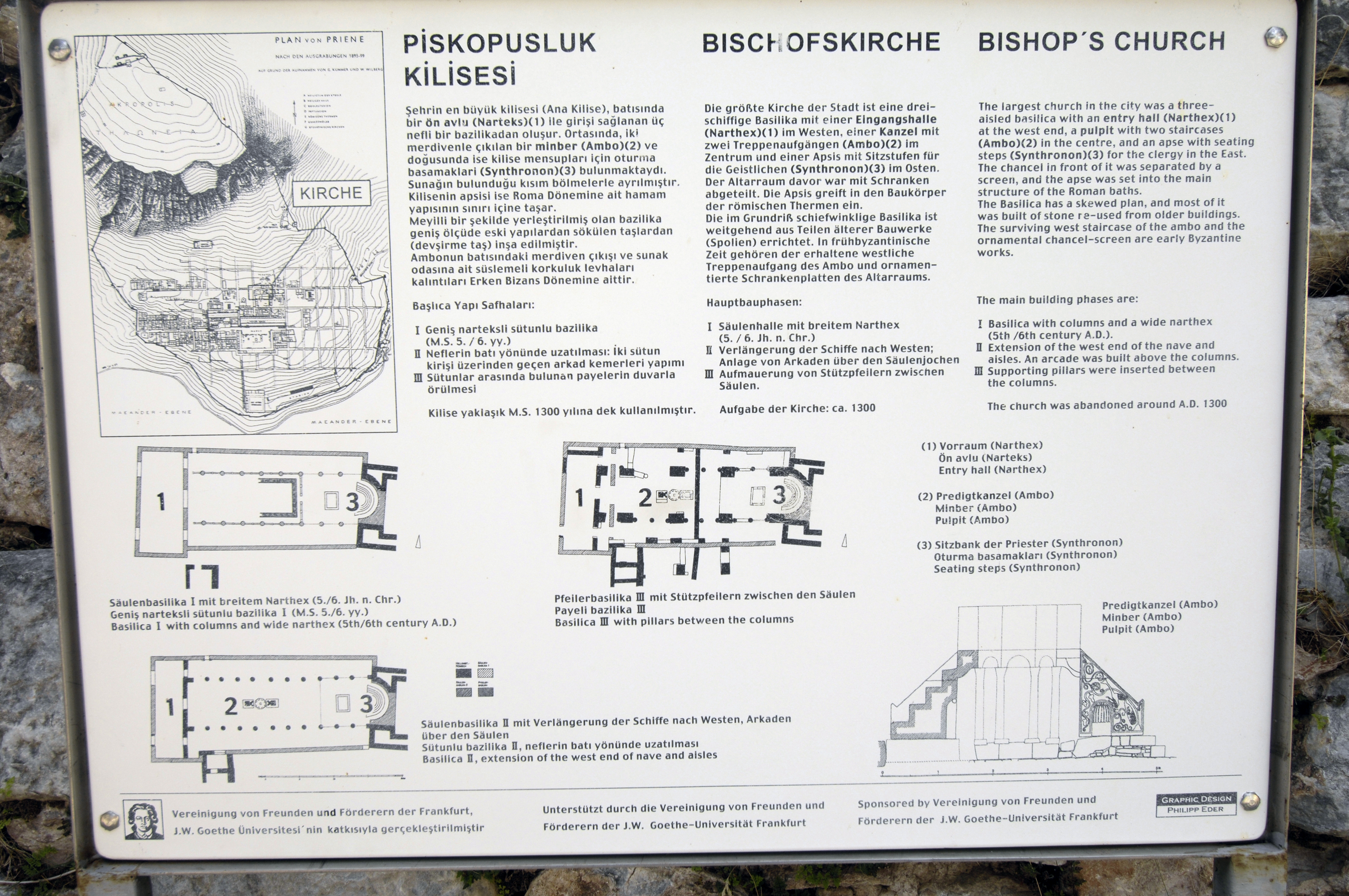
Bauphasen der Kirche nach Stephan Westphalen

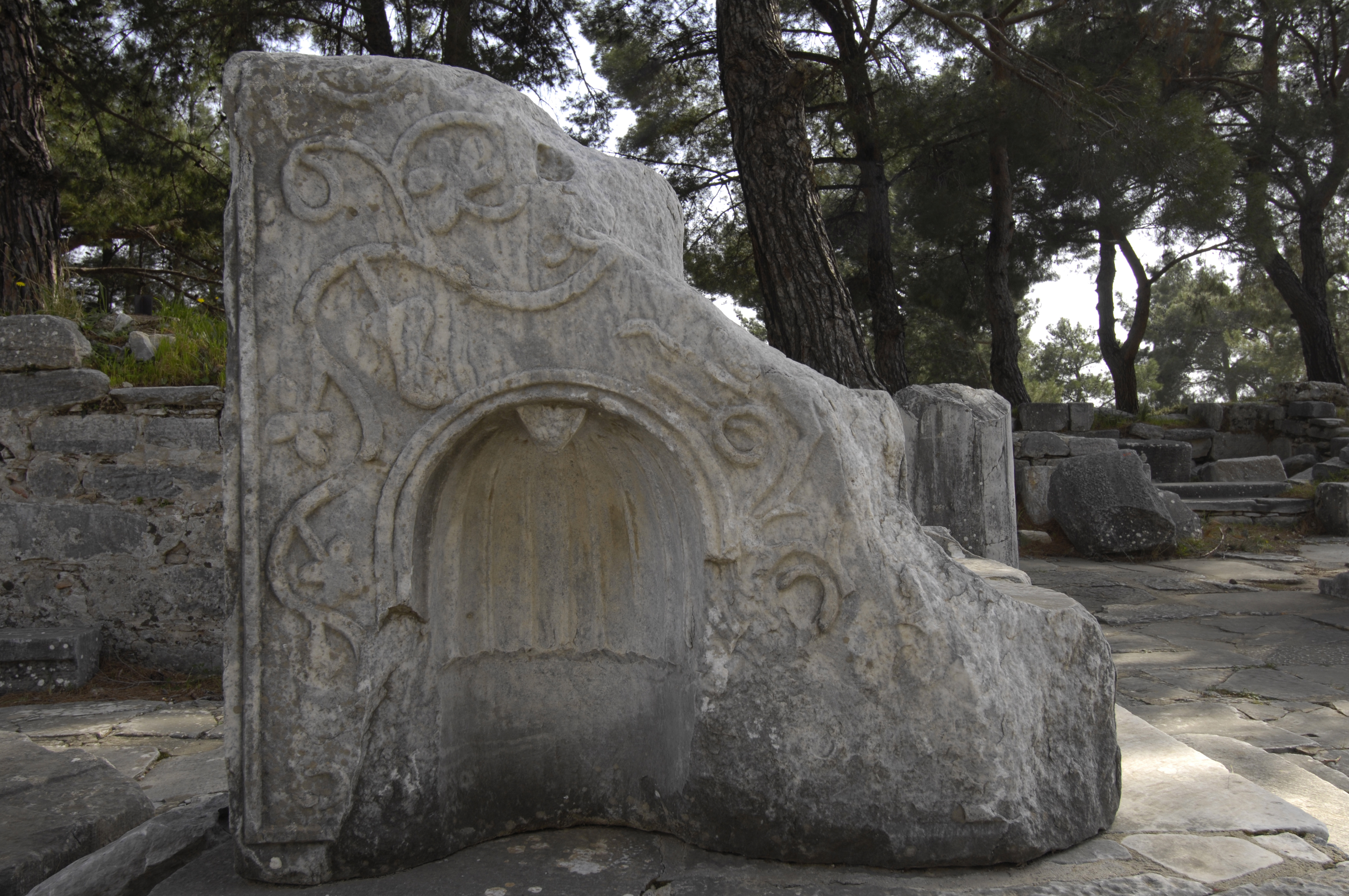
Der Ambo

Bei der Bischofskirche von Priene handelt es sich um die Ruine der Hauptkirche der kleinasiatischen Stadt Priene, die in das 5. oder 6. Jahrhundert n. Chr. datiert wird.
Grabungen in Priene begannen 1895 unter der Leitung Carl Humann (1839–1896) und wurden von Theodor Wiegand (1864–1936) und Hans Schrader (1869–1948) fortgeführt und publiziert. Eine erneute  Untersuchung der Bischofskirche fand 1995/96 durch Stephan Westphalen statt. Die Ruinen der Kirche sind heute noch relativ gut erhalten und zugänglich.
Beim Bau handelt sich wahrscheinlich um die Bischofskirche der Stadt, in der sich noch andere, kleinere Kirchenbauten fanden. Priene war seit dem 4. Jahrhundert Bischofssitz und blieb dies bis zu Beginn des 14. Jahrhunderts, als die Stadt aufgegeben wurde. Die Kirche nimmt etwa die Hälfte einer Insula ein. Das Gebiet westlich der Kirche wurde bisher nicht ausgegraben, sodass unbekannt ist, wie der Eingangsbereich gestaltet war. Die eigentliche Basilika misst 26,75 × 13,20 m. Der ganze Bau besteht aus drei Teilen: einer Apsis im Osten, der eigentlichen Basilika mit drei Schiffen und einem Narthex (Vorhalle). Der letztere konnte über zwei Türen betreten werden. Drei Eingänge führten von dort in die eigentliche Basilika. Die drei Schiffe der Basilika sind durch zwei Reihen mit dorischen Säulen getrennt. Die Säulen sind viel älter als die Kirche und stammen von der Stoa der Stadt. Sie wurden für den Kirchenbau gekürzt und wirken daher heute etwas unproportional. An der Ostseite des Basilika stand ein Altar.
Teile der Kirchenausstattung sind erhalten. Der Ambo (die Kanzel) besteht aus lokalem Stein. Die Seiten seiner erhaltenen Treppen sind mit floralen Mustern dekoriert. Verschiedene Schrankenplatten, die einst den Kirchenraum dekorierten, zeigen geometrische Muster, aber auch Pfauen und Kreuze. Diese Architekturteile sind meist aus Marmor gearbeitet, der von antiken Bauten der Stadt stammt. Die handwerkliche Ausführung ist meist gut, aber nicht mit Arbeiten in Konstantinopel vergleichbar.
Es können drei Bauphasen unterschieden werden. In der ersten Phase, vielleicht an der Wende vom 5. zum 6. Jahrhundert, wurde die Kirche errichtet. Die Kirche war etwas kürzer als der spätere Bau und wahrscheinlich mit zwei Reihen von acht Säulen ausgestattet. In einer zweiten Phase wurde die Kirche erweitert und zwei Reihen mit jeweils zehn Säulen wurden installiert. In einer dritten Phase wurden acht Stützpfeiler an die Säulen angelehnt. Die genaue Funktion dieser Pfeiler ist unsicher, vielleicht gab es strukturelle Probleme und der Bau drohte einzustürzen. Es ist auch möglich, dass die Kirche ein neues Dach erhielt.